# 阿部加奈子
阿部 加奈子（あべ かなこ、女性、1973年3月23日 - ）は、ヨーロッパ在住の日本人指揮者、作曲家、ピアニストである。

## 経歴
大阪市に生まれ、2歳より母からピアノの手ほどきを受ける。相愛音楽教室、東京藝術大学音楽学部附属音楽高等学校、東京藝術大学音楽学部作曲科を経て、パリ国立高等音楽院に入学し、7つのクラス（和声・対位法・フーガ・管弦楽法・楽曲分析・器楽伴奏・指揮）を修了する。これまでに、作曲を永冨正之、ピアノ伴奏法をジャン・ケルネール、管弦楽法をマーク＝アンドレ・ダルバヴィ、楽曲分析をミカエル・レヴィナス、指揮法をフュルスト・ヤーノシュ、ナジ・ジョルト、エトヴェシュ・ペーテル他に師事している。
2005年にパリで現代音楽アンサンブル、ミュルチラテラル（Multilatérale）を創設、音楽監督に就任する。2006年には第50回ヴェネツィア・ビエンナーレ現代芸術祭に招待され、ミカエル・レヴィナスのオペラを指揮したほか、2024年までに200作を超える新作の初演を行っている。
2008年から2009年にかけては、モンペリエ国立歌劇場副指揮者として、ローレンス・フォスター、イェジー・セムコフ、アラン・アルティノグリュ、エンリケ・マッツォーラ等の指揮助手を務める。また、モンペリエ国立管の演奏会やオペラ公演を数多く指揮する。2010年10月にはチューリッヒ歌劇場でのマーク＝アンドレ・ダルバヴィのオペラ『ジェズアルド』世界初演の副指揮を担当した。2014年にはファビオ・ルイージの副指揮者としてアルフレード・カゼッラのオペラ『蛇女』の公演に携わった。
現在までに、指揮者・ピアニストとして武満徹ピアノ作品集を含む12枚のCDをリリースしている。またラジオ・フランスなどでのラジオ録音も定期的に行っており、2012年に録音したラジオ・オペラ「幻覚の夜」はイタリア賞を受賞した。
これまでの主な客演先はモンペリエ国立管弦楽団、ロレーヌ国立管弦楽団、コンセール・パドルー、ニース交響楽団、カーン管弦楽団、リール国立管弦楽団、バスク交響楽団、パリ国立高等音楽院管弦楽団、Ensemble l'Itinéraire、Smash Ensemble、Ensemble Zellig、ジュネーヴ室内管弦楽団、ギャルド・レピュブリケーヌ管弦楽団、 オーケストラ・ニッポニカ、東京シティ・フィルハーモニック管弦楽団、東京フィルハーモニー交響楽団、新日本フィルハーモニー交響楽団、広島交響楽団、名古屋フィルハーモニー交響楽団、大阪フィルハーモニー交響楽団、神奈川フィルハーモニー管弦楽団、群馬交響楽団、大阪交響楽団、兵庫芸術文化センター管弦楽団など。
2011年3月の東日本大震災勃発後、4月10日に国際連合教育科学文化機関（ユネスコ）パリ本部国際第一会議場にてチャリティー演奏会を企画、実行委員長として有志音楽家からなる「ジャポネードオーケストラ」を指揮した。
2013年より日仏現代音楽協会代表。
2014年よりインドネシア・ユース交響楽団の音楽監督ならびにMusica Universalisの芸術監督を務める。
2022年4月、ドーム交響楽団の音楽監督に就任。同年7月にはブシュラ・エル＝トゥルクの新作室内オペラ「Woman At Point Zero」の初演の指揮をしてエクサンプロヴァンス音楽祭にデビュー。その後同オペラの公演で2023年6月英国コヴェントガーデン歌劇場に、2024年5月にWiener Festwochenにデビュー。